# Vereinigung für junge Kunst
Die Vereinigung für junge Kunst wurde 1922 vom Oldenburger Juristen Ernst Beyersdorff gegründet.
Als Vereinigung zur Förderung von Gegenwartskunst – ähnlich der 1916 gegründeten Kestnergesellschaft in Hannover und der 1924 von Otto Ralfs gegründeten Gesellschaft der Freunde junger Kunst in Braunschweig – war sie in etwas mehr als zehn Jahren mit einem vielseitigen Kulturprogramm aus Ausstellungen, Lesungen und Vorträgen, Tanzveranstaltungen und Konzerten, ein gesellschaftlicher Mittelpunkt der Avantgarde in der westlich von Bremen gelegenen Provinz. Große Unterstützung erhielt die Vereinigung für junge Kunst von Walter Müller-Wulckow, dem Gründungsdirektor des Landesmuseums für Kunst und Kulturgeschichte.
Im Mai 1933, nach fast elfjähriger Vereinstätigkeit und unter dem Druck der nationalsozialistischen Kulturpolitik, wurde die Selbstauflösung beschlossen.